# Фарруджа, Мария
Мария Фарруджа (мальт. Maria Farrugia; урождённая Галеа; 7 марта 1912, Моста, Мальта — 23 декабря 2024) — мальтийская супердолгожительница. Самый старый житель Мальты за всё время. Первая мальтийка, достигшая возраста 110 лет. Её возраст проверен Исследовательской группой геронтологии.

## Биография
Мария Фарруджа родилась в Мосте, Мальта, 7 марта 1912 года. Её отец был грузчиком, чья работа заключалась в переносе корзин с углём на баржи в порту, хотя он не умел плавать. Позже он пошёл работать на ферму. Мать Марии дожила до 100 лет. У неё было 4 братьев и сестёр.
В детстве она жила в нищете и не ходила в школу. Несмотря на это, она научилась читать, шить и готовить. Мария помогала своей матери продавать молоко и некоторое время работала уборщицей.
Мария потеряла своего брата Павлу во время первого воздушного налета Второй мировой войны на Мальту в июне 1940 года, когда тот играл на террамакске.
В 1941 году она вышла замуж за Джорджа Фарруджа, от которого у неё родилось трое детей: Анджело, Жозефина и Кармена. Её муж был солдатом в Королевском полку, но, после ранения, он стал работать в Air Raids Precautions, где убирал мусор и искал жертв после воздушных налётов. Мария была опытной швеёй, этим и пополняла семейный доход. Джордж умер, не дожив до 50 лет.
Мария пережила Первую и Вторую мировые войны. Она помнит, как Мальта обрела независимость в 1964 году.
Случай Марии Фарруджи был проверен Оливером Тримом и подтверждён 27 марта 2024 года.
На конец 2024 года Фарруджа проживала со своей дочерью Карменой в Хамруне, Мальта.
Умерла 23 декабря 2024 года в Хамруне, Мальта, в возрасте 112 лет и 291 дня.

## Рекорды долголетия
- 7 декабря 2021 года Мария превзошла возраст Конни Галеа, которая прожила 109 лет и 275 дней, став старейшим жителем Мальты за всё время.

- 7 марта 2022 года она отпраздновала свой 110-й день рождения, став первым на Мальте подтверждённым супердолгожителем[6].